# Pina de Ebro
Pina de Ebro é um município da Espanha na província de Saragoça, comunidade autónoma de Aragão. Tem 308,8 km² de área e em 2021 tinha 2 390 habitantes (densidade: 7,7 hab./km²).

## Demografia
| Variação demográfica do município entre 1991 e 2004 | Variação demográfica do município entre 1991 e 2004 | Variação demográfica do município entre 1991 e 2004 | Variação demográfica do município entre 1991 e 2004 |
| --------------------------------------------------- | --------------------------------------------------- | --------------------------------------------------- | --------------------------------------------------- |
| 1991                                                | 1996                                                | 2001                                                | 2004                                                |
| 2188                                                | 2187                                                | 2233                                                | 2352                                                |